# Michael Norris
Michael Norris (født 1973 i Wellington, New Zealand) er en newzealandsk komponist og programmør.
Norris har skrevet en symfoni, orkesterværker, kammermusik, solostykker, koncerter etc. Han hører til nutidens betydelige komponister fra New Zealand. 

## Udvalgte værker
- Symfoni nr. 1 "Bjergene overvejer en tavshed så dyb som stjerner" (2002) - for orkester
- "Solens stråler, skår af månen" (2002) - for orkester
- "Sgrafitto" (2010) - for kammerorkester
- Fra havets ensomme margener" (2001 Rev. 2005) - for kammerorkester